# Bettina Brück

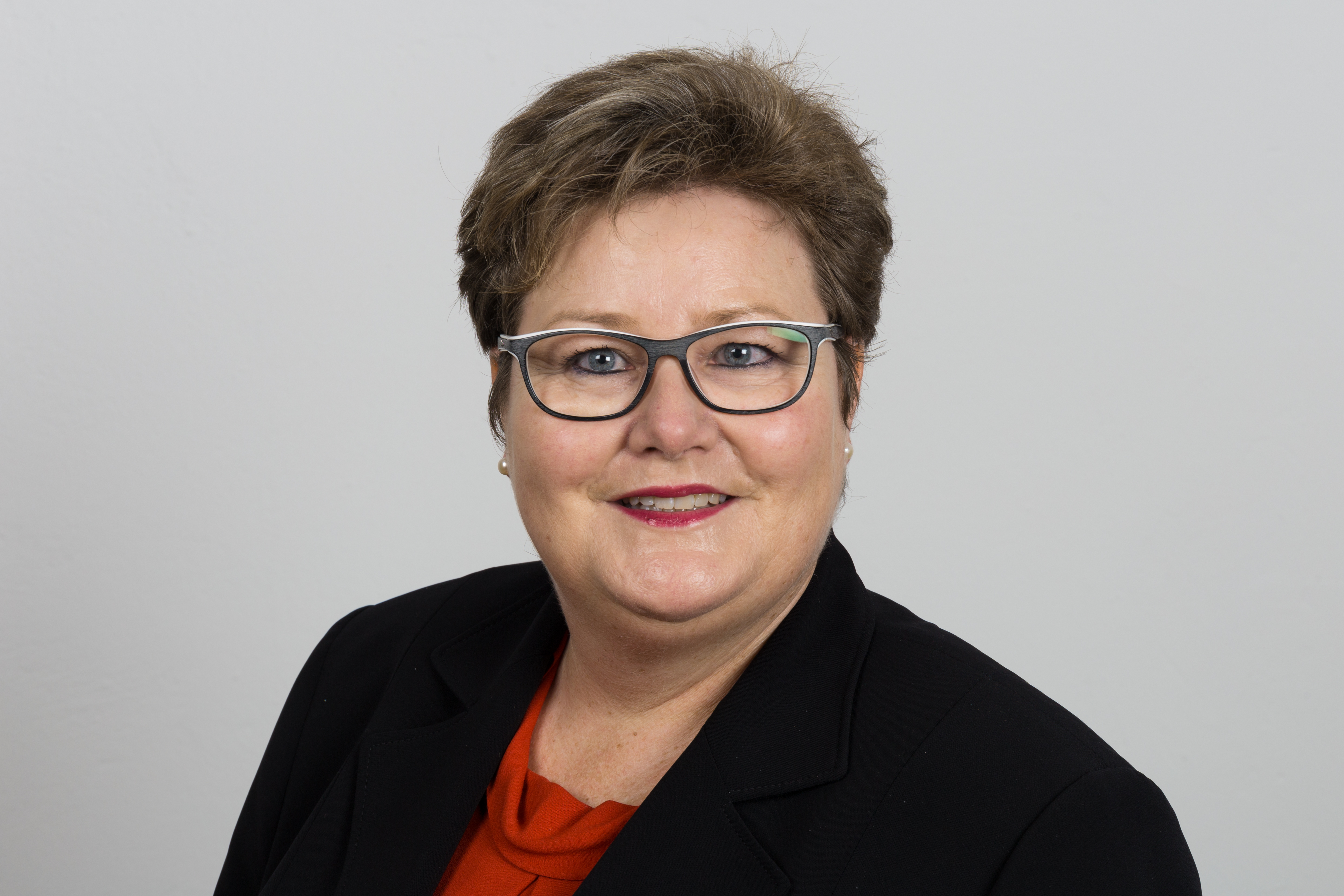
Bettina Brück (2016)

Bettina Brück (* 6. November 1967 in Hermeskeil) ist eine deutsche Politikerin (SPD). Sie ist seit 2021 Staatssekretärin im Ministerium für Bildung Rheinland-Pfalz. Von 2006 bis 2021 war sie außerdem Abgeordnete des Landtags Rheinland-Pfalz.

## Leben und Beruf
Nach dem  Abitur am Gymnasium Hermeskeil im Jahr 1987 absolvierte sie von 1987 bis 1991 eine Ausbildung zur Diplom-Verwaltungswirtin im gehobenen Dienst bei der Deutschen Bundespost. Nach der Privatisierung war sie von 1990 bis 2007 bei der Deutschen Post AG tätig, zuletzt im Konzerneinkauf. Sie ist verheiratet und hat zwei Kinder.

## Politik
Bettina Brück ist seit 1992 Mitglied der SPD und seit 2004 Stellvertretende Vorsitzende des SPD-Kreisverbands Bernkastel-Wittlich und wurde 2010 dessen Vorsitzende. 1994 wurde sie Mitglied des Kreistags Bernkastel-Wittlich und Ratsmitglied des Verbandsgemeinderats Thalfang am Erbeskopf. Zwischen 1996 und 2011 war sie Vorsitzende der SPD-Fraktion in diesem Verbandsgemeinderat. 1999 wurde sie stellvertretende Vorsitzende der SPD-Kreistagsfraktion, 2011 deren Vorsitzende. Von 2004 bis 2007 war und ab 2009 ist sie zudem Ratsmitglied des Ortsgemeinderats Thalfang.
Nach der Landtagswahl 2006 wurde sie am 18. Mai 2006 zum Mitglied im Rheinland-Pfälzischen Landtag. Sie zog über die Landesliste (Platz 44) in das Parlament ein. Sie saß für ihre Partei in den Enquete-Kommissionen Klimawandel und Verantwortung in der medialen Welt und im Ausschuss Bildung und Jugend. Zudem war sie Mitglied im Petitionsausschuss, in der Strafvollzugskommission sowie in der Kommission beim Landesbeauftragten für den Datenschutz. Später saß sie für ihre Partei in den Ausschüssen für Bildung und für Wissenschaft, Weiterbildung und Kultur. Sie war außerdem bildungspolitische Sprecherin der SPD-Landtagsfraktion. Nach ihrer Ernennung zur Staatssekretärin im Mai 2021 legte sie ihr Landtagsmandat nieder. Für sie rückte Tamara Müller nach.
1999 war Brück Mitglied der 11. Bundesversammlung.